# اخلاق فمنیستی
اخلاق فمینیستی (به انگلیسی: Feminist ethics) رویکردی اخلاقی برای بازنگری یا بازاندیشی جنبه‌هایی از اخلاق سنتی در غرب است که اغلب مردان در آن سلطه گر بوده‌اند و تجربه اخلاقی زنان کم ارزش یا نادیده گرفته شده‌است، بنابراین تصمیم گرفته می‌شود که اخلاق را از طریق یک رویکرد فمینیستی کل نگر برای دگرگون کردن آن بازاندیشی شود.هدف اخلاق فمینیستی «درک، انتقاد و تصحیح» است که چگونه جنسیت در باورها، اعمال اخلاقی و رویکردهای روش شناختی ما به نظریه اخلاقی عمل می‌کند.

## مفهوم
فیلسوفان فمینیست به نقد اخلاق سنتی و خصوصاً دیدگاه مردان در این زمینه می‌پردازند و توجه چندانی به دیدگاه زنان ندارد.به‌طور کلی، زنان در مقایسه با مردان از نظر اخلاقی نابالغ و سطحی نشان داده می‌شوند. اخلاق سنتی ویژگی‌های فرهنگی مردانه مانند «استقلال، خودمختاری، عقل، اراده، احتیاط، سلسله مراتب، سلطه، فرهنگ، زهد، جنگ، و مرگ» را می‌ستایدو و به ویژگی‌های فرهنگی زنانه مانند «وابستگی متقابل، اجتماع، ارتباط، اشتراک، عاطفه، بدن، اعتماد، عدم وجود سلسله مراتب، طبیعت، ماندگاری، شادی، صلح و زندگی» اهمیت کمتری می‌دهد.و اگر زنان هم هر گونه ویژگی فرهنگی سنتی مردانه را اقتباس و اتخاذ کنند، آنها اغلب تلاشی برای شبیه شدن به مردان کرده‌اند.

## پیشینه تاریخی

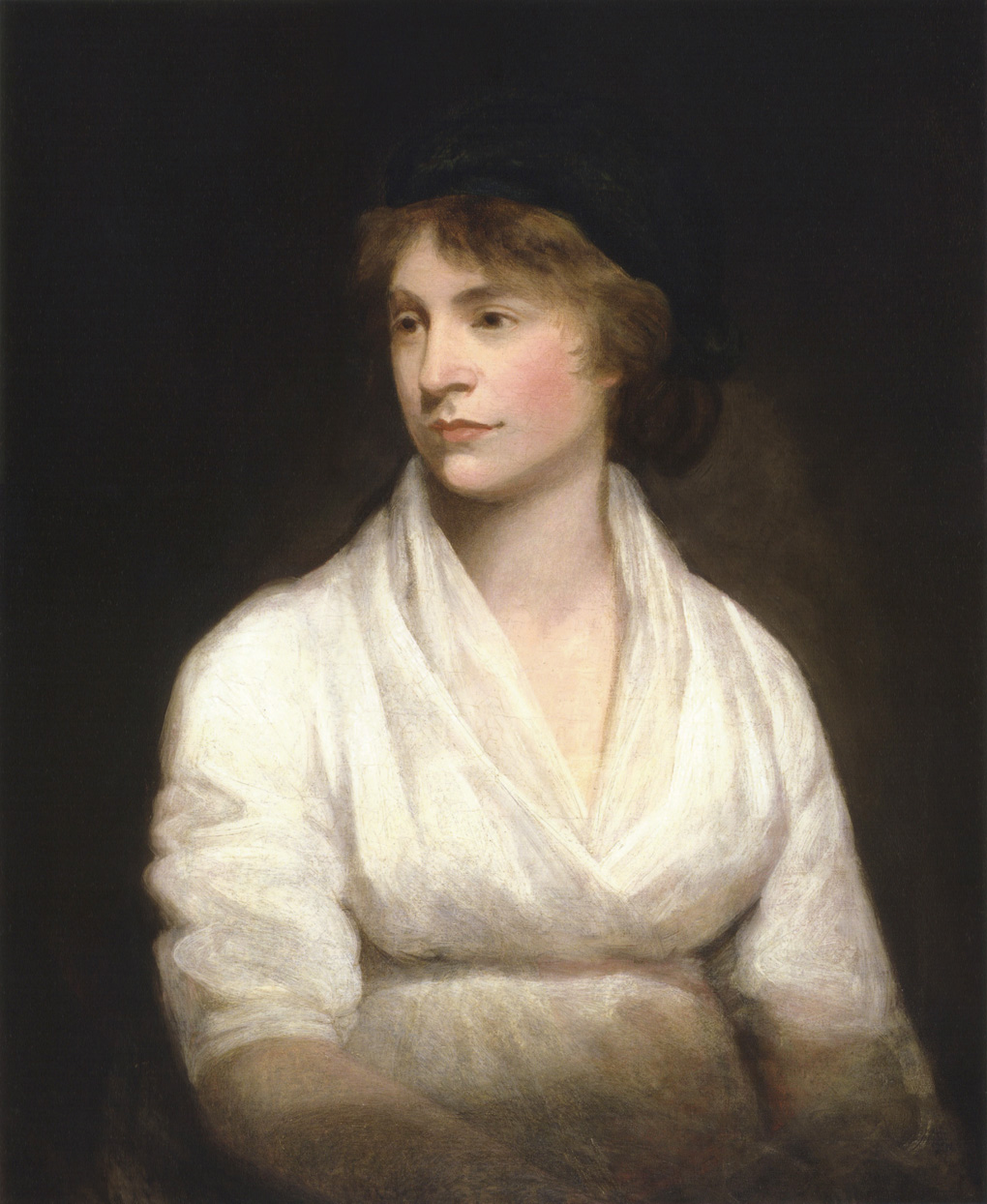
مری ولستون کرافت، نخستین فمینیست انگلستان و نویسنده کتاب احقاق حقوق زنان

اصول اخلاق فمنیستی پس از چاپ شدن کتاب احقاق حقوق زنان در ۱۷۹۲ اثر مری ولستون‌کرافت رشد و گسترش یافتبا شروع عصر روشنگری، فمنیست‌ها می‌توانستند فرصت‌های بیشتری را برای تبادل ایده‌ها و پیشبرد حقوق زنان ایجاد کنند.
مطالعات در مورد اخلاق فمینیستی به عنوان یک حوزه علمی مطالعه در زمینه فلسفه به دهه ۱۹۷۰ بازمی‌گردد، زمانی که مجلات فلسفی شروع به انتشار مقالات به‌طور خاص مربوط به فمینیسم و تبعیض جنسی کردند و برنامه‌های مطالعات زنان که در برخی دانشگاه‌ها انجام شد.
قبل از ۱۹۷۰، «هیچ وجهی شناخته‌شده از فلسفه فمینیستی وجود نداشت». البته در طول تاریخ فیلسوف‌ها کوشیده‌اند که ایفای نقش جنسیت در زندگی اخلاقی را درک کنند. به ندرت در تاریخ فلسفه، اثری فلسفی یافت می‌شود که به جنسیت توجه کند تا امتیازات تاریخی مردان را مورد انتقاد قرار دهد یا از نظم اجتماعی ایراد بگیرد.
با این حال، بعضی از فیلسوفان و نویسندگان تقریباً در هر قرن، پیشگامان اخلاق فمینیستی را تشکیل می‌دهند. نویسندگان در قرن هفدهم، هجدهم و نوزدهم به‌طور صریح در مورد آنچه که آن‌ها اشتباهات اخلاقی ناشی از تبعیض جنسیتی می‌خواندند یا اشتباهات فرا اخلاقی بخشی از روشنفکران که باور داشتند اشکال ایده‌آل استدلال اخلاقی در زمینه توانایی‌های مردان است و نه زنان، بحث و گفتگو می‌کردند.در اوایل قرن بیستم و رایج شدن اصطلاح فمینیسم در مجامع اروپا و آمریکا، نظریه‌پردازان بیشتری استدلال کردند که تبعیض ناعادلانه بر پایه جنسیت است. برخی نویسندگان استدلال کردند که فیلسوف‌ها و نظریه پردازان در درک خود از تفاوت‌های جنسیتی در استدلال اخلاقی اشتباه کرده‌اند.

## اخلاق فمنیستی و آینده
اخلاق گرایان فمینیست به الزام شنیده شدن دیدگاه‌های مختلف زنان و سپس ایجاد دیدگاهی کلی و همه‌جانبه از آن‌ها معتقدند. تلاش برای رسیدن به این هدف و برابری جنسیتی زنان و مردان هدف اخلاق فمنیستی است. حل این مسائل در دوران معاصر به دلیل تغییر دیدگاه‌ها و همچنین آنچه از نظر رفتار و نحوه برخورد با بدن زنان «اخلاقی» تلقی می‌شود، اهمیت دارد.
"هدف اخلاق فمینیستی، دگرگونی جوامع و موقعیت‌هایی است که زنان از طریق خشونت، تبعیت و طرد شدن آسیب می‌بینند. هنگامی که چنین بی عدالتی‌هایی در حال حاضر و در آینده آشکار شود، فعالان رادیکال فمینیست پس از ارزیابی دقیق، به اعتراض خود ادامه خواهند داد.» و با خشونت، بار دیگر به رفتار مردانه و اخلاق سنتی بازمی‌گردد که چنین رفتاری تشویق شده‌است. در جامعه امروزی، قرن بیستم، ارتکاب خشونت علیه زنان از نظر اجتماعی کمتر پذیرفته شده‌است.